# Конгрегація в справах святих
Конгрегація у справах канонізації Святих (лат. Congregatio de Causis Sanctorum) — одна з дев'яти конгрегацій Римської курії.
Це дикастерія, яка відповідає за все, що стосується процедури, яка веде до беатифікації та канонізації осіб; крім того, після консультацій з Конгрегацією віровчення, вона може надавати певному святому титул Учитель Церкви, а також перевіряє справжність мощів.

## Історія
Конгрегацію заснував Папа Павло VI, видавши Апостольську конституцію Sacra Rituum Congregatio від 8 травня 1969 р., на підставі якої з Конгрегації Обрядів виділено окрему Конгрегацію у справах святих.
Правила канонізації святих суттєво реформував папа Римський Іван-Павло II своєю Апостольською конституцією Divinus Perfectionis Magister від 25 січня 1983 року.
А після набрання чинності Апостольської конституції Pastor Bonus, виданої 28 червня 1988 р. Папою римським Іваном Павлом II, конгрегація отримала свій нинішній вигляд і функції.
Станом на 2011 рік складається з 34 членів (кардиналів, архієпископів і єпископів), яким допомагають дві консультативні групи (істориків і богословів). Конгрегацією керує префект, кардинал Марчелло Семераро.

## Список префектів
- Кардинал Паоло Бертолі (7 травня 1969 — 1 березня 1973)
- Кардинал Луїджі Раймонді (21 березня 1973 — 24 червня 1975)
  - Кардинал Коррадо Бафіле (11 липня 1975 — 25 травня 1976 (про-префект)
- Кардинал Коррадо Бафіле (25 травня 1976 — 27 червня 1980)
- Кардинал П'єтро Палацціні (27 червня 1980 — 1 липня 1988)
- Кардинал Анджело Фелічі (1 липня 1988 — 13 червня 1995)
  - Кардинал Альберто Бовоне (13 червня 1995 — 23 лютого 1998 (про-префект)
- Кардинал Альберто Бовоне (23 лютого 1998 — 17 квітня 1998)
- Кардинал Жозе Сарайва Мартінш, C.M.F. (30 травня 1998 — 9 липня 2008)
- Кардинал Анджело Амато, S.D.B. (9 липня 2008 — 31 серпня 2018)
- Кардинал Джованні Анджело Беччу (1 вересня 2018 — 24 вересня 2020)
- Кардинал Марчелло Семераро, з 15 жовтня 2020

## Список секретарів
- Архієпископ Фердінандо Джузеппе Антонеллі, O.F.M. (7 травня 1969 — 2 лютого 1973)
- Архієпископ Джузеппе Казорія (2 лютого 1973 — 24 серпня 1981)
- Архієпископ Траян Крішан (7 грудня 1981 — 24 лютого 1990)
- Архієпископ Едвард Новак (24 лютого 1990 — 5 травня 2007)
- Архієпископ Мікеле Ді Руберто (5 травня 2007 — 29 грудня 2010)
- Архієпископ Марчелло Бартолуччі (29 грудня 2010 — 29 грудня 2020)
- Єпископ Фабіо Фабене, з 18 січня 2021

## Список підсекретарів
- Монсеньйор Амато П'єтро Фрутац (8 травня 1969—1979)
- Пресвітер Траян Крішан (1979 — 7 грудня 1981)
- Монсеньйор Фабіян Верая (1981—1992)
- Монсеньйор Мікеле Ді Руберто (1992 — 5 травня 2007)
- Монсеньйор Марчелло Бартолуччі (5 травня 2007 — 29 грудня 2010)
- Пресвітер Боґуслав Турек, C.S.M.A., з 29 грудня 2010